# Salvatore Borgese
Salvatore Borgese dit Sal Borgese est un acteur italien né le 5 mars 1937 à Rome. Il a notamment joué plusieurs fois au côté du duo Terence Hill-Bud Spencer.
Il a été crédité sous les noms de :
- Sal Borgese
- Salvatore Borgese
- Salvatore Borghese
- Michael Franz
- Dick Gordon

## Filmographie partielle

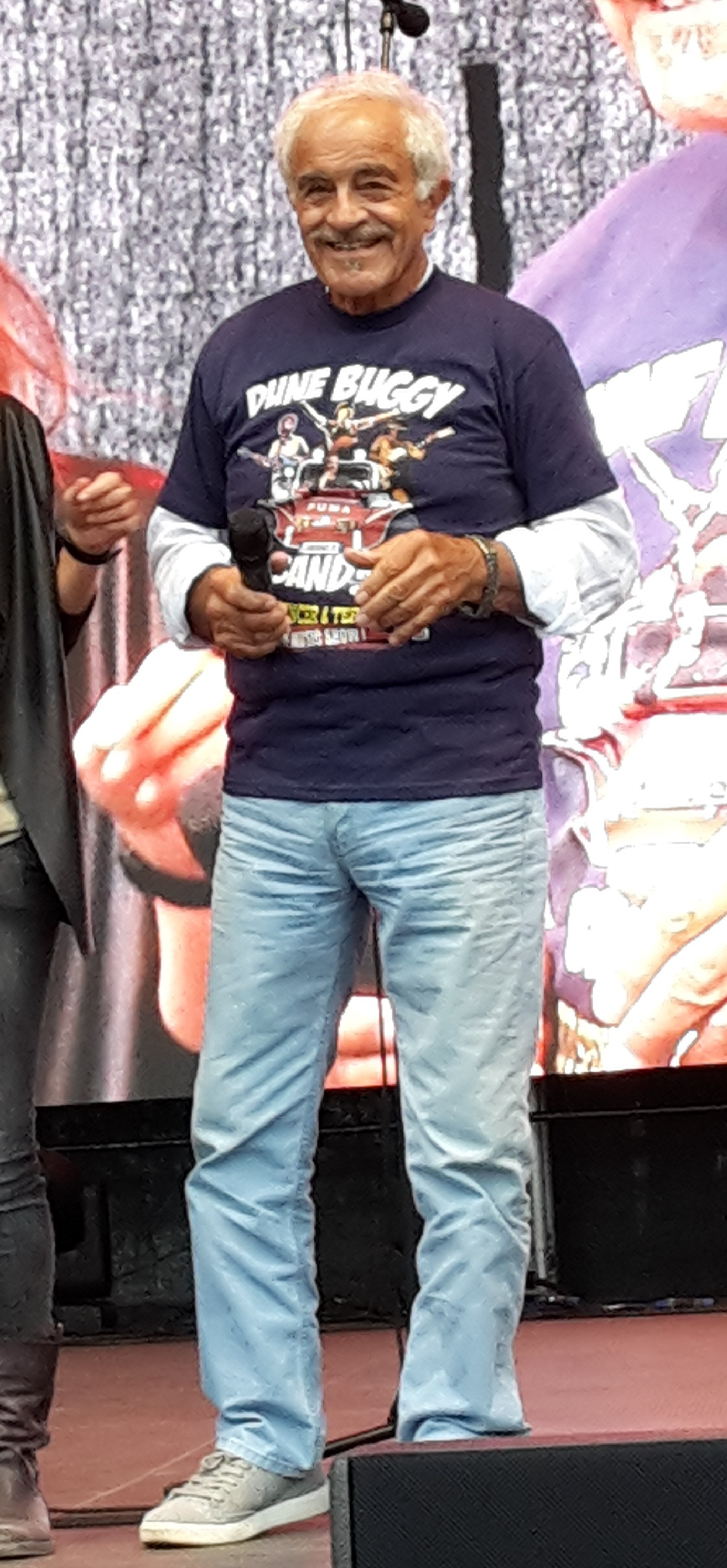
Sal Borgese en 2018.

- 1963 : Les Monstres (I mostri) de Dino Risi
- 1964 : Maciste contre les hommes de pierre (Maciste e la regina de Samar) de Giacomo Gentilomo : meneur de l'embuscade contre Maciste (non crédité)
- 1964 : Spartacus et les dix gladiateurs (Invincibili dieci gladiatori) de Nick Nostro : Le gladiateur sourd
- 1966 : Des fleurs pour un espion (Le spie amano i fiori) d'Umberto Lenzi
- 1966 : Les Colts de la violence (1000 dollari sul nero) d'Alberto Cardone
- 1965 : Le Dollar troué (Un dollaro bucato) de Giorgio Ferroni
- 1967 : Coup de gong à Hong Kong (Lotosblüten für Miß Quon) de Jürgen Roland : Jojo
- 1969 : La Bataille d'El Alamein (La battaglia di El Alamein) de Giorgio Ferroni : Kapow
- 1969 : Cinq pour l'enfer (5 per l'inferno) de Gianfranco Parolini : Al Siracusa
- 1970 : Adios Sabata (Indio Black, sai che ti dico : Sei un gran figlio di...) de Gianfranco Parolini : Septiembre
- 1970 : Une traînée de poudre, les pistoleros arrivent (Una nuvola di polvere... un grido di morte... arriva Sartana) de Giuliano Carnimeo
- 1971 : Le Corsaire noir (Il corsaro nero) de Lorenzo Gicca Palli
- 1971 : Meurtre par intérim (Un posto ideale per uccidere) d'Umberto Lenzi
- 1971 : La Folie des grandeurs de Gérard Oury : Le borgne
- 1972 : Amigo, mon colt a deux mots à te dire (Si può fare... amigo), de Maurizio Lucidi : un shérif adjoint
- 1972 : Et maintenant, on l'appelle El Magnifico : Un chasseur de tête
- 1973 : Fuori uno sotto un altro, arriva il Passatore de Giuliano Carnimeo
- 1973 : Lo chiamavano Tresette... giocava sempre col morto, de Giuliano Carnimeo : Sal Pappalardo
- 1973 : L'onorata famiglia: Uccidere è cosa nostra de Tonino Ricci
- 1975 : Les Furieux (Fango bollente) de Vittorio Salerno : Le garde
- 1976 : L'Ombre d'un tueur (Con la rabbia agli occhi) d'Antonio Margheriti : Vincent
- 1976 : La Grande Débandade (Le Avventure e gli amori di Scaramouche) d'Enzo G. Castellari : Chagrin
- 1976 : Big Racket (Il grande racket) d'Enzo G. Castellari : sergent Salvatore Velasci
- 1978 : Pair et impair (Pari e dispari) de Sergio Corbucci : Nynfus
- 1979 : La Flic à la police des mœurs (La poliziotta della squadra del buon costume) de Michele Massimo Tarantini : Pierre la Touraine
- 1980 : Un drôle de flic (Poliziotto superpiù) de Sergio Corbucci : Paradis
- 1980 : Sucre, Miel et Piment (Zucchero, miele e peperoncino) de Sergio Martino
- 1981 : Salut l'ami, adieu le trésor (Chi trova un amico, trova un tesoro) de Sergio Corbucci : Anulu
- 1981 : L'Enfer en quatrième vitesse (Car Crash) d'Antonio Margheriti : Al Costa
- 1986 : L'Enquête (L'inchiesta) de Damiano Damiani
- 1987 : Une catin pour deux larrons (I Picari) de Mario Monicelli : le maître
- 1990 : Le Parrain 3 (Mario Puzo's The Godfather : Part III) de Francis Ford Coppola
- 1990 : Oublier Palerme (Domenticare Palermo) de Francesco Rosi
- 1990 : Il sole buio de Damiano Damiani
- 1991 : Johnny Stecchino de Roberto Benigni
- 1993 : La Course de l'innocent (La corsa dell'innocente) de Carlo Carlei
- 1996 : Exercices de style (Esercizi di stile) de multiples réalisateurs
- 1998 : La rumbera de Piero Vivarelli : Rodrigo